# Телґарт
Телґа́рт (словац. Telgárt) — село в окрузі Брезно Банськобистрицького краю Словаччини. Станом на грудень 2015 року в ньому проживало 1542 мешканців.

## Населення
| Рік:            | 1994. | 2004.   | 2014.   | 2024.   |
| --------------- | ----- | ------- | ------- | ------- |
| Кількість осіб: | 1630  | 1531    | 1530    | 1506    |
| Різниця:        |       | -6,07 % | -0,06 % | -1,56 % |

| Рік:            | 2023. | 2024.   |
| --------------- | ----- | ------- |
| Кількість осіб: | 1525  | 1506    |
| Різниця:        |       | -1,24 % |